# منطقة إحصائية صغرى في الولايات المتحدة

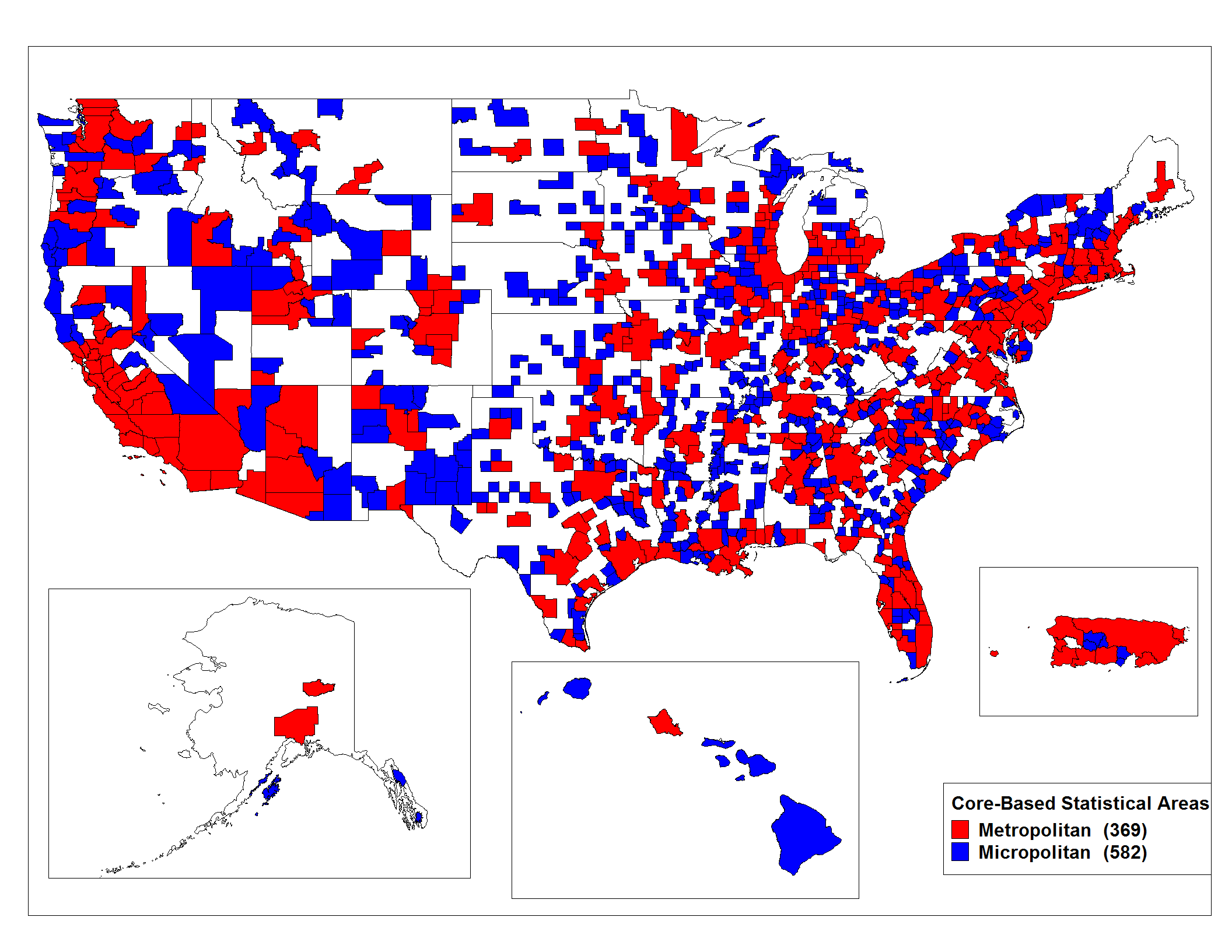
خريطة المناطق الإحصائية الأساسية للولايات المتحدة، استنادًا إلى بيانات تعداد الولايات المتحدة لعام 2005.

المناطق الإحصائية الصغرى في الولايات المتحدة (United States micropolitan statistical areas) كما حددها مكتب الإدارة والميزانية (OMB)، هي مناطق سوق عمل إحصائية في الولايات المتحدة التي تتمحور حول منطقة حضرية متجاورة المكونات لا يقل عدد سكانها عن 10000 نسمة ولا يزيد على 50000 نسمة. تم إنشاء تسمية المنطقة الصغرى في عام 2003. وكحال المناطق الإحصائية الكبرى الأشهر، فإن المنطقة الصغرى هي كيان جغرافي يستخدم للأغراض الإحصائية على أساس المقاطعات والمقاطعات المكافئة. حدد مكتب الإدارة والميزانية (OMB) 543 منطقة صغرى في الولايات المتحدة.